# Sebastian Ghasemi-Nobakht
Sebastian Ghasemi-Nobakht (* 11. Oktober 1985 in Göttingen) ist ein deutscher Fußballspieler iranischer Abstammung auf der Position des offensiven Mittelfeldspielers.

## Karriere
Ghasemi-Nobakht stand ab Juli 2010 beim Drittligisten Rot Weiss Ahlen unter Vertrag. Er absolvierte bis zum 30. Juni 2010 zwölf Spiele für die SpVgg Greuther Fürth in der 2. Fußball-Bundesliga (zwei Tore) sowie für deren Reserve zwölf Spiele in der Regionalliga Süd. Aufgrund einer Herzmuskelentzündung musste Sebastian ein halbes Jahr lang aussetzen und spielte, wie sein jüngerer Bruder Rubic, in der Rückrunde 2011/12 für den Oberligisten RSV Göttingen 05 und kehrte somit in seine Heimatstadt zurück. Wegen anhaltender Rückenbeschwerden kam er jedoch nur zu zwei Einsätzen. Nach Vertragsende im Sommer 2012 war er wieder vereinslos. Im Januar 2013 schloss er sich dem Berliner Oberligisten BFC Viktoria 1889 an, mit dem er Meister der Oberliga Nordost wurde und in die Regionalliga aufstieg. Ghasemi-Nobakht verließ die Viktoria im Sommer desselben Jahres und ging zum Landesligisten CFC Hertha 06. Mit den Charlottenburgern stieg er 2014 in die Berlin-Liga und 2015 in die Oberliga Nordost auf. In der Winterpause 2016/17 wechselte er zu Berlin Türkspor 1965. Zur Saison 2018/19 kehrte Ghasemi-Nobakht zu CFC Hertha 06 zurück für die bis Ende 2019 spielte. Danach spielte er für verschiedene Berliner Vereine.

## Sonstiges
Sebastian Ghasemi-Nobakht ist der Bruder von Rubic Ghasemi-Nobakht, der unter anderem in der Fußball-Bundesliga für Hannover 96 zum Einsatz kam.